# Traverse de la Martine
La traverse de la Martine est une voie marseillaise située à la limite entre les 11e et 12e arrondissements de Marseille. 

## Situation et accès
Cette voie démarre du boulevard des Libérateurs à l’entrée des Caillols. Elle longe de nombreux petits lotissements ainsi que des champs agricoles sur une section étroite jusqu’à l’avenue des Peintres-Roux à proximité de la zone commerciale de La Valentine.

## Origine du nom
Son nom provient de La Martine, une propriété avec bastide qui appartenait à un banquier à l'époque de la Révolution avant d'être reprise par la famille Pastré en 1809. 

## Historique
Auparavant dénommée « Traverse des Estrechs », elle est classée dans la voirie de Marseille le 6 juillet 1959.

## Bâtiments remarquables et lieux de mémoire
- Au numéro 33 se trouve le centre d’entraînement de l’Olympique de Marseille.
- Au numéro 98 se trouve l’Oppidum des Baou de Saint-Marcel, accessible depuis un portail.